# Mobula
Mobula es un género de rayas de la familia Mobulidae, comúnmente llamadas "mantas", "maromas" o "rayas diablo". Son peces cartilaginosos que se alimentan mediante filtración y se encuentran en océanos tropicales, subtropicales y templados de todo el mundo.
Estos animales se consideran pelágicos y migratorios, y deben estar en constante movimiento para recibir un flujo de agua a través de sus branquias, lo que les permite respirar. 
Morfológicamente, se caracterizan por tener unas aletas cefálicas en la cabeza que le da un aspecto de cuernos. 

## Taxonomía
El género Mobula fue designado por Constantine Samuel Rafinesque en 1810 al describir la raya diablo, Raia mobular o ahora Mobula mobular. El nombre puede explicarse a partir del latín mobilis, que significa "móvil" o "movible", debido a los hábitos migratorios de la especie.
En 2017, basándose en evidencias genéticas, el género Mobula fue redefinido, incorporando a las especies del género Manta, que fue descartado.

### Especies
Al 2024 se han reconocido 10 especies reconocidas a día de hoy dentro del género Mobula, con una tercera especie de manta (M. cf birostris) pendiente de confirmación.
- Mobula alfredi (Krefft, 1868) (manta de arrecife)
- Mobula birostris (Walbaum, 1792) (manta oceánica)
- Mobula eregoodootenkee (Cantor, 1849) (móbula pigmea de aleta larga)
- Mobula hypostoma (Bancroft, 1831) (móbula pigmea del Atlántico Occidental)
- Mobula kuhlii (Müller & Henle, 1841) (móbula pigmea de aleta corta)
- Mobula mobular (Bonnaterre, 1788) (móbula de espina)
- Mobula munkiana (Notarbartolo di Sciara, 1987) (móbula de Munk)
- Mobula rochebrunei (Vaillant, 1879) (móbula pigmea del Atlántico Oriental)
- Mobula tarapacana (Philippi , 1892) (móbula chilena)
- Mobula thurstoni (Lloyd, 1908) (móbula de aleta curva)

## Amenazas
Sus características biológicas y de comportamiento (bajas tasas de reproducción, madurez tardía y comportamiento de agregación) hacen que estas especies sean especialmente vulnerables las amenazas, siendo la principal la sobreexplotación pesquera y la captura accidental.Estas rayas son capturadas con una amplia variedad de tipos de aparejos, incluyendo arpones, redes de deriva, redes de cerco, redes de enmalle, trampas, redes de arrastre y palangres, siendo particularmente susceptibles a la captura incidental en pesquerías de cerco y de palangre, a la captura dirigida en pesquerías artesanales y al enmalle incidental.
Son capturadas por su carne (para consumo humano o alimento para animales), piel, cartílago, aceite de hígado, aletas y placas branquiales. Las aletas pectorales y las placas branquiales se exportan a Asia siendo las placas branquiales usadas para tónicos de salud.
El creciente comercio internacional de placas branquiales ha llevado a la expansión de pesquerías de móbulas en su mayoría no reguladas ni monitoreadas en todo el mundo. Estas especies también son una captura incidental en muchas pesquerías de pequeña y gran escala, con gran parte de estas capturas no reportadas. La falta de datos específicos sobre capturas por especie, esfuerzo pesquero y datos poblacionales requiere el uso de inferencias generales del género para evaluar la reducción de las poblaciones
No existen datos históricos de referencia ni cifras globales precisas para ninguna especie de móbula, pero se ha observado un declive generalizado en todo el género por la disminución de avistamientos por unidad de esfuerzo de las poblaciones monitoreadas Las placas branquiales han aumentado los precios debido a la disminución de la oferta por la dificultad de encontrarlas
Otras amenazas son la destrucción y degradación de hábitats, el cambio climático, la acidificación de los océanos y la contaminación, al igual que el turismo no regulado.